# 笃耨香
笃耨香，亦作笃耨、笃䅶、笃傉、笃禄，是宋代流行的一种树脂香，产自真腊（今柬埔寨）。很多资料把圆柄黄连木称为笃耨香，但圆柄黄连木分布于地中海地区，不可能是笃耨香。

## 记载
葉廷珪《香錄》：篤耨香，出真臘國，亦樹之脂也。樹如松杉之類，而香藏於皮。樹老而自然流溢者也，色白而透明，故其香雖盛夏不融。土人既取之矣，至夏月以火環其樹而炙之，令其脂液再溢，及冬月冱寒，其凝而復取之，故其香冬凝而夏融，土人盛之以瓠瓢，至暑月則鑽其瓢而周為孔，藏之水中，欲其陰涼而氣通，以泄其汗，故得不融。舟人易之以磁器，不若於瓢也。其氣清遠而長，或以樹皮相雜，則色黑而品下矣。香之性易融，而暑月之融多滲於瓢，故斷瓢而爇之，亦得其典型，今所謂葫蘆瓢者是也。
趙汝適《諸蕃志》：篤耨香，出真臘國，其香樹脂也。其樹狀如杉檜之類，而香藏於皮，樹老而自然流溢者，色白而瑩，故其香雖盛暑不融，名白篤耨。至夏月以火環其株而炙之，令其脂液再溢，冬月因其凝而取之，故其香夏融而冬凝，名黑篤耨。土人盛之以瓢，舟人易之以瓷器。香之味清而長。黑者易融，滲漉於瓢，碎瓢而爇之，亦得其仿佛，今所謂篤耨瓢是也。